# Грюттер, Альфред
Альфред Грюттер (нем. Alfred Grütter; 31 августа 1860 — 30 января 1937) — швейцарский стрелок, чемпион летних Олимпийских игр 1900 и пятикратный чемпион мира.
На Олимпийских играх в Париже Грюттер участвовал в соревнованиях по стрельбе из винтовки. В стрельбе стоя он занял 7-е место с 282 очками, с колена разделил 25-ю позицию с 265 баллами, и лёжа 23-е место с 285 очками. В стрельбе из трёх позиций, в которой все ранее набранные очки складывались, Грюттер 19-м. В командном соревновании его сборная стала первой, получив золотые награды.
Затем, Грюттер участвовал в чемпионатах мира по стрельбе и стал пятикратным чемпионом соревнований 1899, 1901, 1902 и 1903 и 1905, правда только в командной стрельбе.
Последнюю свою золотую медаль Грюттер получил на неофициальных Олимпийских играх 1906 в Афинах, и снова в состязании среди сборных.